# 筑穂インターチェンジ
筑穂インターチェンジ（ちくほインターチェンジ）は、福岡県飯塚市内住にある八木山バイパスのインターチェンジである。篠栗・福岡方面に対しての出入口しかなく、このICから飯塚市中心部へ向かうことはできない。市西南部へ向かう場合には便利である。

## 道路
- 八木山バイパス

## 接続する一般道路
- 福岡県道60号飯塚大野城線

## 隣
八木山バイパス
篠栗IC - 篠栗TB - 筑穂IC - 穂波西IC